# 上弼
上弼(天龍座ζ)也称紫微左垣四，又名BD+65 1170，HD 155763、SAO 17365、HR 6396，是天龍座的一颗恒星，视星等为3.17，位于銀經96.01，銀緯35.04，其B1900.0坐标为赤經17h 8m 29.7s，赤緯+65° 35.04′ 16″。